# Carabus regeli
Carabus regeli is een keversoort uit de familie van de loopkevers (Carabidae). De wetenschappelijke naam van de soort is voor het eerst geldig gepubliceerd in 1886 door Morawitz.